# 锉弧樱蛤
是帘蛤目樱蛤科Scutarcopagia属的一种。主要分布于南海、新加坡、马来西亚、中国大陆、台湾，常栖息在潮间带至潮下带20米，浅海的沙质海底。